# Halvblod
Halvblod és una pel·lícula muda dramàtica sueca del 1914 dirigida per Victor Sjöström.

## Sinopsi
Dos homes competeixen pel favor de Marianne, però a ella només li interessa un d'ells, que és desafiat a un duel per l'altre. Al mateix temps, s'assabenta que està arruïnat a causa d'una fallida, es veu obligat a abandonar el país i abandonar la dona que l'estima. Al nou país coneix una dona que s'enamora d'ell, al principi la rebutja per culpa de la Marianne, però al final li correspon el seu amor.
Al mateix temps, Marianne ha renunciat al festeig de l'altre i ha promès casar-se amb ell. Quan rep una carta de la persona que realment estima, trenca la nova relació i viatja darrere del seu estimat. Quan ella arriba, comença un moment de sentiments conflictius i gelosia.

## Repartiment
- Gunnar Tolnæs - Cavaller von Stahl
- Greta Pfeil - Soledad, mestissa
- Karin Molander - Marianne Rizetski
- John Ekman - Ribera
- William Larsson - von Wüler, baró
- Georg Grönroos - Hoster
- Eric Lindholm - Cambrer
- Alfred Andersson
- Victor Arfvidson
- Stina Berg
- Erik A. Petschler
- Alice Sandels
- Hugo Tranberg

## Producció
La pel·lícula es va estrenar el 5 de novembre 1913 a Verdensspeilet a Kristiania (Noruega). El rodatge de la pel·lícula va tenir lloc a l'estudi de Svenska Biografteatern a Lidingö amb algunes escenes de diverses zones forestals a Lidingö de Henrik Jaenzon.
Per a Karin Molander i l'actor noruec Gunnar Tolnæs, es diu que aquesta pel·lícula va ser el seu debut com a actors de cinema.
La pel·lícula no s'ha conservat. El negatiu va ser destruït en l'incendi de la casamata de Vinterviken el 1941, on una gran part de les pel·lícules de Svenska Bios/Svensk Filmindustris es van cremar.